# Brücken in Timișoara
Die vierzehn Brücken in Timișoara verbinden das rechte, nördliche Ufer mit dem linken Ufer der Bega in der westrumänischen Stadt Timișoara. Zuständig für die Brücken der Stadt ist die Regionale Direktion für Straßen und Brücken Timișoaras.

## Geschichte
Erste Erwähnung fanden die Brücken der Stadt im 14. Jahrhundert unter Karl I. von Ungarn. Die Brücken des „Castrum Temesiensis“ wurden 1660 von dem türkischen Reisenden Evliya Çelebi als „…die Lebensadern der Stadt, die wie eine Schildkröte im Wasser liegt“ beschrieben. Während der osmanischen Besetzung waren die Tore der Stadt mit beweglichen Holzbrücken versehen, die bei der Wiedereroberung der Festung Temeschburg durch Eugen von Savoyen im Oktober 1716 in Flammen aufgingen. 1718 vermerkte Matthäus Seutter auf seinem Stadtplan eine „…große Brugg von 500 Ruthen über die Möräst“.
Nach 1718 ließ Claudius Florimund Mercy die Bega durch den niederländischen Wasserbauingenieurs Max Fremut durch eine Flussbegradigung eindämmen und kanalisieren. 1723 begannen Arbeiten an der Festung Temeswar, welche die mittelalterliche Festung im zu dieser Zeit modernen Vauban-Stil bis 1765 umgestalteten. Jedes der drei Tore war mit einer Faltbrücke versehen, welche nachts eingezogen wurden. Diese Brücken hatten bis 1891 Bestand.
Die ersten Metallbrücken der Stadt wurden 1870 und 1871 auf Initiative von Bürgermeister János Török gebaut. Als allererste Stahlbrücke über die Bega überhaupt wurde die aufwändig konstruierte Bem-híd eröffnet. Über sie verkehrte ab dem 29. September 1871 die zwei Jahre zuvor eingeführte Pferdebahn. Etwas später erstreckten sich dann schon 71 Brücken über das Kanalgewirr der Bega, davon fünf Metallbrücken, neun Steinbrücken, und 57 Holzbrücken. Der Begakanal hatte in dem heutigen Bezirk Fabric mehrere Arme, auf denen bis 1880 acht Wassermühlen in Betrieb waren. Zu dieser Zeit gab es hier zahlreiche Brücken mit Namen wie Die Brücke am Haus mit dem Kleeblatt, die Brücke „Zum Husaren“, die Brücke mit den Jochen und die Brücke der Gehängten.
Zur besseren Nutzung der Wasserkraft beschloss der Stadtrat 1902 die Errichtung eines Wasserkraftwerks und die gleichzeitige Schließung der Wassermühlen. Der Systematisierungsplan von 1901–1903 des Architekten László Székely sah die Begradigung der Bega auf einer Länge von 2,4 Kilometern vor. Auf dieser Strecke wurden drei neue Brücken namens Podul Decebal (1908), Podul Mihai Viteazul (1909) und Podul Dacilor (1909) gebaut. Es folgten 1914 Podul Mitropolit Andrei Șaguna, 1916 Podul Maria und 1938 Podul Eroilor.

## Beschreibung

### Pasarela de la Uzina Hidroelectrică
| Pasarela de la Uzina Hidroelectrică 0,14 km Entfernung vom Wasserkraftwerk Timișoara, von Ost nach West 45° 45′ 31″ N, 21° 15′ 48,8″ O Fußgänger |

### Podul Mihai Viteazul
| 0,52 km Entfernung vom Wasserkraftwerk, von Ost nach West 45° 45′ 35,8″ N, 21° 15′ 31,8″ O Motorisierter Individualverkehr, Straßenbahn | Alternativnamen: - rumänisch Podul din Piața Morii, Podul de la Turbină - deutsch Mühlenplatzbrücke - ungarisch Malom-téri hid |

Podul Mihai Viteazul von 1909 wurde mit vier Türmen eingerichtet, an denen steinerne Reliefs angebracht wurden Diese Reliefs zeigen eine weibliche Figur mit dem Siegel der Stadt, einen Müller mit einem Sack Mehl, einen Gerber beim Bearbeiten eines Fells, sowie einen Arbeiter beim Beladen eines Bootes. 1981 fanden Arbeiten an der Brücke statt, wobei die Reliefs an die Enden der Brücke versetzt wurden. Sie wurde nach dem rumänischen Nationalhelden Mihai Viteazul benannt.

### Podul Dacilor

Podul Dacilor kurz nach der Eröffnung

| 1,4 km Entfernung vom Wasserkraftwerk, von Ost nach West 45° 45′ 35,8″ N, 21° 15′ 31,8″ O Motorisierter Individualverkehr, Straßenbahn | Alternativnamen: - rumänisch Podul din Piața de Fân, Podul Badea Cârțan - deutsch Heuplatzbrücke - ungarisch Széna-téri híd |

Podul Dacilor wurde 1909 gebaut und 1989 instand gesetzt.

### Podul Decebal

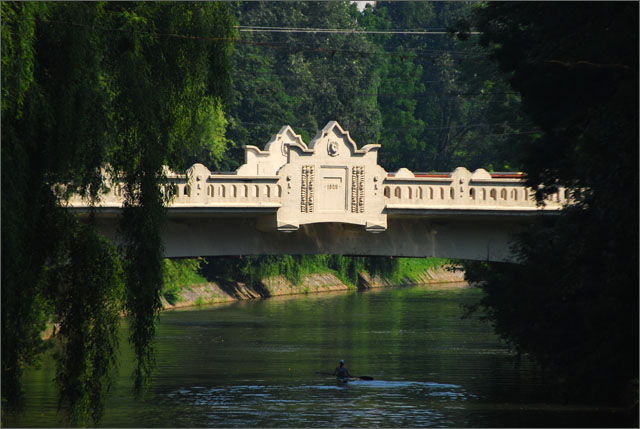
Podul Decebal, Sicht von der Bega

Podul Decebal, im Hintergrund das Baia Publică Neptun,

| 2,21 km Entfernung vom Wasserkraftwerk, von Ost nach West 45° 45′ 21,7″ N, 21° 14′ 26,9″ O Motorisierter Individualverkehr, Straßenbahn | Alternativnamen: - rumänisch Podul de pe Aleea Parcului, Podul Regina Maria, Podul Neptun - deutsch Decebal- oder Dezebalbrücke, Parkgassenbrücke, Neptunbrücke - ungarisch Liget-úti híd, Korona híd |

Podul Decebal von 1908 verbindet die Bezirke Cetate und Fabric. Die Brücke liegt am Baia Publică Neptun (deutsch Neptunbad) und am Parcul Poporului (deutsch Volkspark) und gilt als eine der schönsten Brücken der Stadt. Namensgebend war der Dakerkönig Decebalus.

### Pasarela dintre Parcuri
| Pasarela dintre Parcuri 2,40 km Entfernung vom Wasserkraftwerk, von Ost nach West 45° 45′ 19,5″ N, 21° 14′ 23,4″ O Fußgänger | Alternativnamen: - rumänisch Pasarela Ioan Polen - deutsch Brücke zwischen den Parks |

Pasarela dintre Parcuri wurde 1926 an der Stelle einer hölzernen Fußgängerbrücke aus dem Jahre 1910 erbaut.

### Podul Michelangelo
| 3,02 km Entfernung vom Wasserkraftwerk, von Ost nach West Motorisierter Individualverkehr, Oberleitungsbus 45° 45′ 0,9″ N, 21° 14′ 5″ O | Alternativnamen: - deutsch Michelangelobrücke |

Podul Michelangelo wurde 1970 erbaut und ist die jüngste und breiteste Brücke der Stadt. In den 1940er Jahren bestand an dieser Stelle noch eine Holzbrücke, und 1964 entschied die Stadtverwaltung den Neubau. Sie wurde nach dem italienischen Maler, Bildhauer, Architekten und Dichter Michelangelo benannt.

### Podul Mitropolit Andrei Șaguna

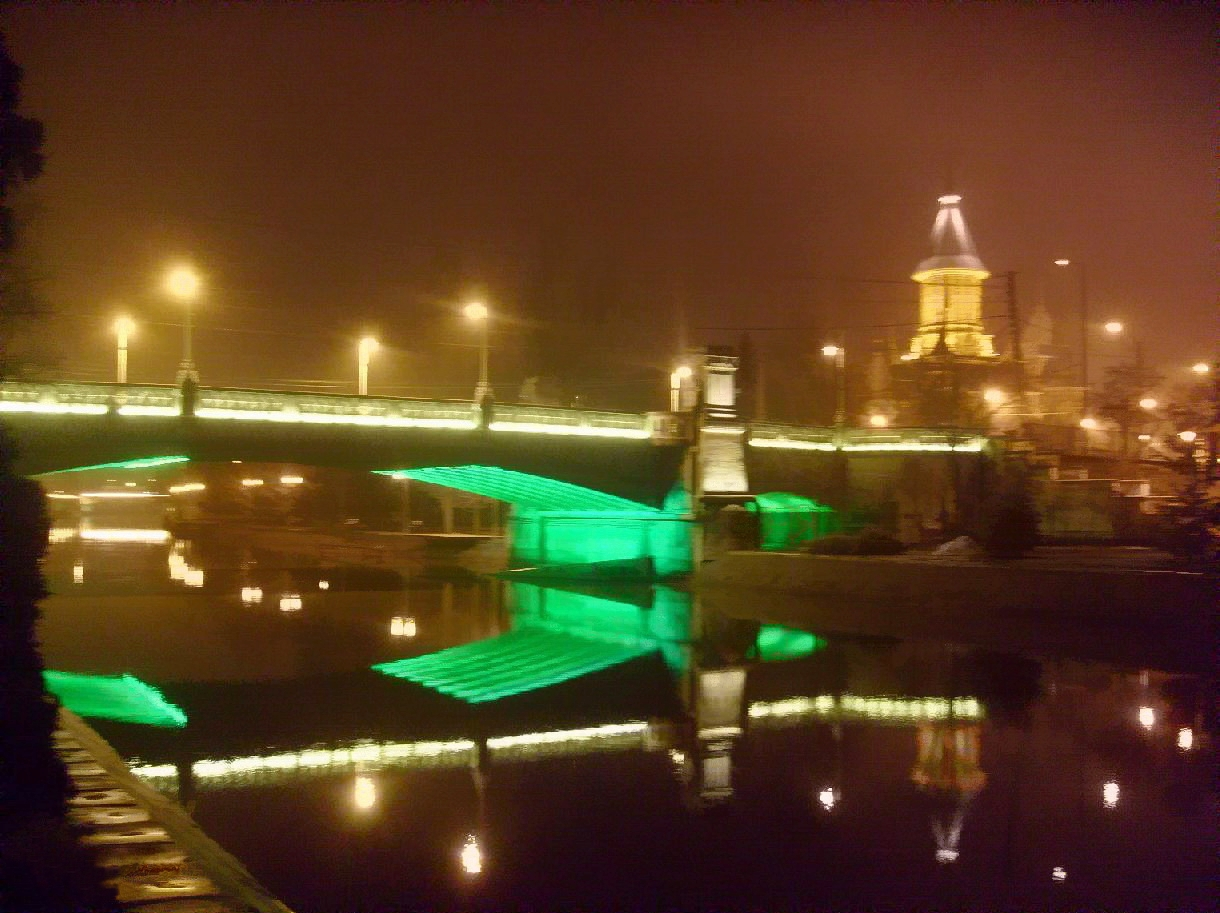
Podul Mitropolit Andrei Șaguna bei Nacht, 2010

| 3,78 km Entfernung vom Wasserkraftwerk, von Ost nach West 45° 44′ 55,3″ N, 21° 13′ 32,3″ O Motorisierter Individualverkehr, Oberleitungsbus | Alternativnamen: - rumänisch Podul Episcopal, Podul Mitropolit Andrei Șaguna - deutsch Bischofsbrücke - ungarisch Püspök hid, Erzsébet városi hid |

Die Arbeiten am Podul Mitropolit Andrei Șaguna am Ende des Bulevardul Mihai Viteazu in Richtung des Bezirks Elisabetin begannen 1913 an der Stelle einer alten Holzbrücke, die seit 1718 betrieben und 1898 verstärkt wurde. Sie sollte besonders prachtvoll gestaltet werden, so diente die Prager Karlsbrücke in kleinerem Rahmen hier als Vorbild für die neue Brücke, die für damalige Verkehrsverhältnisse über eine beeindruckende Breite von 10 Metern verfügte.
Die vier die Brückenköpfe überragenden Pfeiler sollten mit den Standbildern von vier Csanáder Bischöfen versehen werden, allen voran der Heilige Gerhard, Gründer der Diözese. Jedoch wurde der Plan wegen des Ersten Weltkrieges nicht ausgeführt; die Brücke wurde zwar fertiggestellt, aber die Postamente blieben leer.

### Podul Maria

Podul Maria, 1906

| 4,16 km Entfernung vom Wasserkraftwerk, von Ost nach West 45° 44′ 59″ N, 21° 13′ 15,3″ O Motorisierter Individualverkehr, Straßenbahn | Alternativnamen: - rumänisch Podul Huniade, Podul de la Traian - ungarisch Losonczy híd, Hunyadi híd |

Die heutige Betonbrücke Podul Maria von 1917 ersetzte die alte Stahlbrücke von 1871–72, die 1898 im Zuge der bevorstehenden Elektrifizierung der Straßenbahn verstärkt worden war. Bis 2016 trug sie den Namen des römischen Kaisers Trajan.

### Podul de Fier
| 4,70 km Entfernung vom Wasserkraftwerk, von Ost nach West 45° 44′ 56,6″ N, 21° 12′ 52,5″ O Fußgänger | Alternativnamen: - rumänisch Podul Eiffel, Podul Metalic - deutsch Eiffelbrücke, Eisenbrücke |

Podul de Fier wurde 1917 an der Stelle einer ehemaligen Fährverbindung errichtet. Bei ihrer Errichtung wurde die Metallkonstruktion der ehemaligen Brücke Hunyadi híd wiederverwendet, die 500 Meter flussaufwärts abgebaut worden war. Hierbei entstanden Kosten von 70.000 Österreichischen Kronen. Auf Grund der Wiederverwendung war die Brücke an ihrem neuen Standort für den Straßenverkehr zu hoch angelegt und wird daher seitdem nur als reine Fußgängerbrücke genutzt. Ihr haftet die Großstadtlegende an, nach der sie ursprünglich von Gustave Eiffel konzipiert worden sein soll.

### Podul Ștefan cel Mare

Podul Ștefan cel Mare, um 1900

| 5,13 km Entfernung vom Wasserkraftwerk, von Ost nach West 45° 44′ 50,5″ N, 21° 12′ 34,9″ O Motorisierter Individualverkehr, Straßenbahn | Alternativnamen: - rumänisch Podul Ancora de Aur, Podul la Ancora, Podul Franz Iosef, Podul de la Gară - deutsch Goldener Anker, Bahnhofsbrücke - ungarisch Horgony hid, Aranyhorgony |

Podul Ștefan cel Mare wurde vom Ingenieur Robert Toth entworfen; ihre Konstruktion aus Gusseisen begann 1891 und ersetzte eine alte Holzbrücke. Ursprünglich hatte sie fünf Bögen, 1899 wurde sie im Zuge der Einführung der elektrischen Straßenbahn um zwei zusätzliche erweitert. Wegen ihres Verfalls wurde die Brücke 1939 für den Individualverkehr geschlossen. 1957 wurde sie aus Beton neu gebaut. Namensgebend war der moldauische Woiwode Ștefan cel Mare.

### Podul Eroilor

Bem-híd, Blick flussaufwärts

Bem-híd, Blick flussabwärts

| 5,32 km Entfernung vom Wasserkraftwerk, von Ost nach West 45° 44′ 47,8″ N, 21° 12′ 26,6″ O Fußgänger | Alternativnamen: - rumänisch Podul Bem, Podul de la Elba, Podul Pieței Iosefin - deutsch Heldenbrücke - ungarisch Bem-híd |

Podul Eroilor wurde ursprünglich 1870 errichtet und im Jahr darauf fertiggestellt. Ihr ursprünglicher ungarischer Name leitete sich von der anschließenden Straße Bem utcza ab. 1927 wurde die Brücke wegen ihres schlechten Zustands vorübergehend von einem Holzgerüst gestützt. 1938 wurde sie abgerissen und durch die heutige Brücke aus Stahlbeton ersetzt.

### Podul Iuliu Maniu
| 5,52 km Entfernung vom Wasserkraftwerk, von Ost nach West 45° 44′ 45,2″ N, 21° 12′ 18,4″ O Motorisierter Individualverkehr, Oberleitungsbus | Alternativnamen: - rumänisch Podul de la Autogară, Podul de la Fabrica de Tutun, Podul Regal - ungarisch Király hid |

Podul Iuliu Maniu wurde ursprünglich 1913 an der Stelle einer alten Holzbrücke errichtet, die noch 1898 repariert worden war. Nahe der Brücke wurde die staatliche Tabakfabrik in Iosefin betrieben, seinerzeit der größte Arbeitgeber der Stadt. Von dieser leitete sich auch der rumänische Name Podul de la Fabrica de Tutun ab. Auch der städtische Hafen und der 1914 errichtete Wasserturm in Iosefin befanden sich in der Nachbarschaft. Die leicht gewölbte Brücke wurde 1936 und 1968 verstärkt, und unter Einsatz von Spannbeton 1978 umgebaut. Sie hat heute eine Länge von 72,5 Metern.

### Pasarela Gelu
| Pasarela Gelu 5,98 km Entfernung vom Wasserkraftwerk, von Ost nach West 45° 44′ 38,4″ N, 21° 11′ 59,2″ O Fußgänger |

Pasarela Gelu ist ein von dem Ingenieur Ioan Polen entworfener und aus Beton gebauter Laufsteg aus dem Jahr 1949.

### Podul Modoș

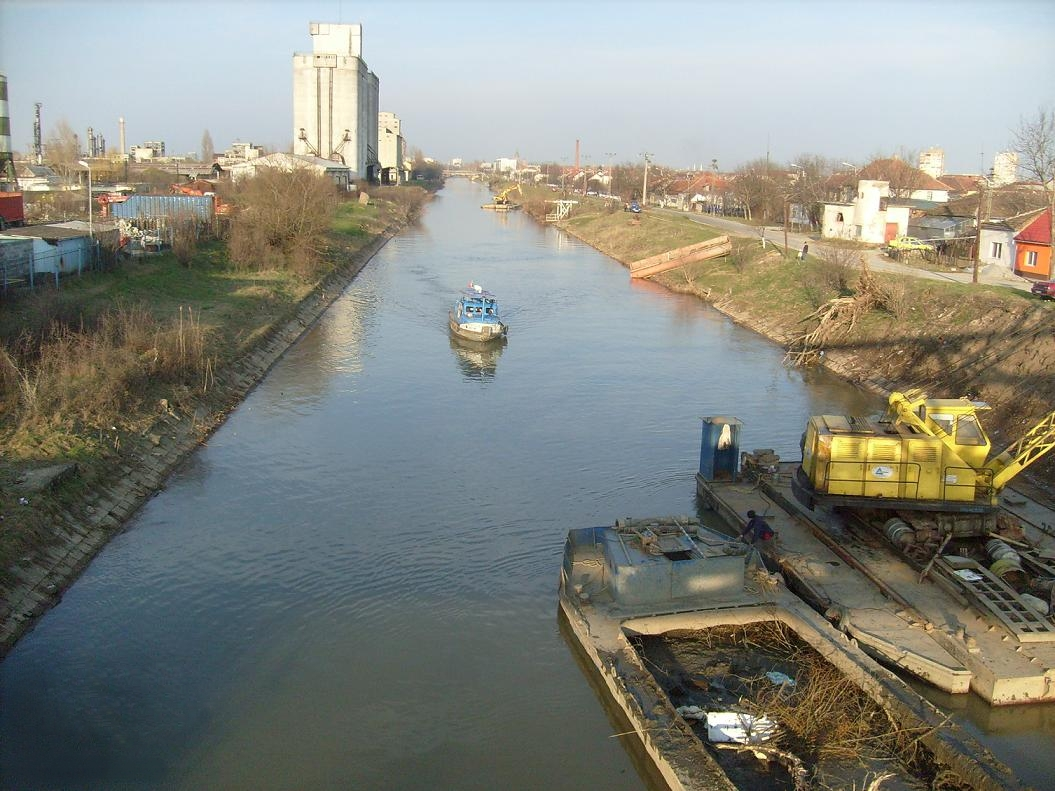
Blick stromaufwärts von Podul Modoș, 2010

| 7,17 km Entfernung vom Wasserkraftwerk, von Ost nach West 45° 44′ 21,5″ N, 21° 11′ 10″ O Eisenbahn | Alternativnamen: - rumänisch Podul de cale ferată - deutsch Modoscher Brücke |

Podul Modoș ist heute die einzige Eisenbahnbrücke, die innerhalb der Stadt über die Bega führt. Sie wurde 1897 anlässlich der Eröffnung der Bahnstrecke nach Módos (heute Jaša Tomic in Serbien) aus Backstein errichtet. Seit der 1932 erfolgten Aufgabe der Bahnstrecke durch die Innere Stadt befahren zusätzlich auch die Züge in Richtung Buziaș und Vršac die Modoscher Brücke, sie ersetzte damit die alte Stahlbrücke beim Palais Széchényi. Bereits 1935 musste die Modoscher Brücke umgebaut werden, ihre heutige Metallstruktur entstand schließlich 1980. Sie ist 35 Meter lang, elf Meter breit und verfügt über zwei Gleise. Die Brücke erhielt durch zahlreiche dort verübte Suizide traurige Bekanntheit.